# Entreat
Entreat — drugi koncertowy album zespołu The Cure wydany 11 września 1990.

## Lista utworów
Wykonano na podstawie źródła
1. Pictures of You
2. Closedown
3. Last Dance
4. Fascination Street
5. Prayers for Rain
6. Disintegration
7. Homesick
8. Untitled